# 報本禅寺
報本禅寺（ほうほんぜんじ）は、中華人民共和国浙江省嘉興市平湖市当湖街道にある仏教寺院。

## 歴史
報本禅寺は明の万暦元年（1573年）に建立された。1937年11月、中日戦争の火難で、寺は全焼した。
1990年代に、政府は資金を投下し仏寺の再建を行った。1997年8月、浙江省人民政府は仏寺を浙江省文物保護単位に認定した。

## 伽藍
照壁、山門、天王殿、圓通殿、大雄宝殿、三聖殿、報本塔

## 国宝
- 明の金字『法華経』